# Cassiano dal Pozzo
Cassiano dal Pozzo, född 21 februari 1588 i Turin, död 22 oktober 1657 i Rom, var en italiensk konstsamlare och mecenat.